# Батариа
Батариа (груз. ბათარია) — село в Грузии, на территории Сенакского муниципалитета края (мхаре) Самегрело-Верхняя Сванетия.

## География
Село находится в западной части Грузии, на правом берегу реки Циви (правый приток реки Риони), на расстоянии приблизительно 1 километра (по прямой) к западу от города Сенаки, административного центра муниципалитета. Абсолютная высота — 29 метров над уровнем моря.

## Население
По результатам официальной переписи населения 2014 года в Батарии проживало 467 человек (219 мужчин и 248 женщин). В национальной структуре населения грузины составляли 100 %.
| Год  | Население, человек |
| ---- | ------------------ |
| 2002 | 721                |
| 2014 | ↘ 467              |